# ラシン・クラブ・ド・フランス
ラシン・クラブ・ド・フランス（Racing Club de France）は、フランス・パリ郊外のコロンブを本拠地とする総合型スポーツクラブ。通称RCF。

## 概要
フランス第二帝政（1852年から1870年）の頃からフランス国内に滞在していたイギリス人の影響もあって総合型スポーツクラブ設立の気運が高まり、パリ市内の学生によりフランス人によるフランス初の総合型スポーツクラブ「ラシン・クラブ」(Racing Club)として1882年4月に創設された。1874年に事務局長のジョルジュ・サン=クレールによりチームカラーを水色と白に定められた。
1885年11月21日、「ラシン・クラブ・ド・フランス」(Racing Club de France)と改称、1886年にはパリ市議会との協議の結果ブローニュの森にある500m四方のグラウンドとクラブハウスを譲り受けることになった。同年には1000人近い会員が所属するクラブとなり、会員達は週末になると徒競走やボールゲームに興じた。
ラシン・クラブの翌年に創設されたスタッド・フランセ(Stade Français)と共にスポーツ活動を通じて学生の身体訓練の意欲を高める役割を果たし、1887年に両クラブが中心となり「フランス徒競争協会」を発足。1890年には「フランス・アスレティック・スポーツ協会」を設立しフランスのスポーツ組織の中核となっていった。2000年当時には17のスポーツ部門があり 20,000人近い会員が所属していた。
| - 陸上競技 : 1882年創設 - バドミントン : 1937年創設 - バスケットボール : 1922年創設 - 十種競技 : 1958年創設 - フェンシング : 1947年創設 - サッカー : 1896年創設 - ゴルフ : 1968年創設 - ホッケー : 1897年創設 - 柔道 : 1945年創設 | - 水泳 : 1923年創設 - 近代五種競技 : 1989創設 - ラグビー : 1892年創設 - スキー : 1942年創設 - テニス : 1887年創設 - ライフル射撃 : 1958年創設 - トライアスロン : 1984年創設 - バレーボール : 1941年創設 - 水球 :1997年廃止。2008年再建。 |

2006年、RCFはパリ市から譲渡されていた広大なグラウンドの使用権を失い、新たにラガルデール・グループに20年契約で譲渡された。これにより、それまで保有していたバドミントン、柔道、フェンシング 、トライアスロン、近代五種競技、水泳などの多くの部門がラガルデールの傘下となり、RCFはゴルフ、ホッケー、テニス、水球、ライフル射撃、スキーの6つの部門を有するスポーツクラブへと縮小された。
2013年の時点では柔道、陸上競技の2部門が再建されるなど8つのスポーツ部門を有し、サッカークラブ「ラシン・クラブ・ド・フランス・コロンブ92」とラグビークラブ「ラシン・メトロ92」とパートナーシップを結んでいる。

## 陸上競技
1882年創設。1900年に地元パリで開催されたパリオリンピックではクラブからも多くの選手が代表として参加し、ミシェル・テアトがマラソンで金メダル、アンリ・デロージュが1500m走で銀メダル、アンリ・トーザンが400メートルハードルで銀メダル、ジャック・シャスタニエが2500m障害で銅メダルを獲得した。
- オリンピックにおけるメダル獲得数：金メダル3、銀メダル8、銅メダル10
- 世界選手権におけるメダル獲得数：金メダル2、銀メダル7、銅メダル2

## サッカー
通称ラシン・パリ。フランスのサッカー史の中でも最も伝統あるクラブの1つに数えられる。全盛期は1930年代から40年代にかけてで、その間にはフランスカップを5回制覇し、1936年にはディヴィジョン・アン（現在のリーグ・アン）優勝も果たした。1961年、1962年には2年連続してリーグ2位に入り復調の気配を見せたが、1964年2部リーグに降格。その後は3部リーグへ降格するなど低迷期に入った。
1980年代に入りフランス人実業家のジャン＝リュック・ラガルデールがクラブを買収し強化を進める。1986年に20年ぶりに1部リーグ復帰を果たし、エンソ・フランチェスコリやピエール・リトバルスキーを始めとした国際的スター選手を補強したが満足な結果を残すことは出来ず。1990年に経営状態が悪化しクラブは破産しアマチュアリーグへ降格した。

### 歴史
- 1896年 :　「ラシン・クラブ・ド・フランス」のサッカー部門として創設。
- 1932年 :　サッカー部門がプロ化、「ラシン・クラブ・ド・パリ」と改称。
- 1966年 :　セダンと合併、「RCPセダン」と改称。
- 1967年 : 「ラシン・クラブ・ド・フランス」として再び独立。
- 1983年 :　パリFCと合併、「ラシン・クラブ・ド・パリ」と改称。ジャン・リュック・ラガルデールが会長就任。
- 1987年 :　ラガルデールが経営する企業マトラの名を冠した「マトラ・ラシン」に改称。
- 1989年 :　ラガルデールが会長を退任。「ラシンパリ・1」に改称。
- 1990年 :　クラブは破産。制裁措置としてアマチュアリーグ3部へ降格。
- 1991年 : 「ラシン92」に改称。
- 1995年 : 「ラシン・クラブ・ド・フランス92」に改称。
- 1999年 : 「ラシン・クラブ・ド・パリ」に改称。
- 2005年 : 「ラシン・クラブ・ド・フランス92」に改称。
- 2006年 : 「ラシン・クラブ・ド・フランス」に改称。
- 2007年 : 「ラシン・クラブ・ド・フランス・フットボール92」に改称。
- 2009年 : 「ラシン・クラブ・ド・フランス・ルヴァロワ92」に改称。
- 2012年 : 「ラシン・クラブ・ド・フランス・フットボール・コロンブ92」に改称。

### タイトル
- リーグ・アン: 1935-36
- リーグ・ドゥ: 1985-86
- フランス全国選手権2: 2003-04 (グループD)
- フランス全国選手権3: 2006-07 (グループF)
- クープ・ドゥ・フランス: 1935-36, 1938-39, 1939-40, 1944-45, 1948-49

### 過去の成績
| シーズン  | ディビジョン                         | 順位 | 試 | 勝 | 分 | 敗 | 得 | 失 | 差  |
| --------- | ------------------------------------ | ---- | -- | -- | -- | -- | -- | -- | --- |
| 1984-85   | ディヴィジオン・アン                 | 20位 | 38 | 9  | 8  | 21 | 32 | 56 | -24 |
| 1985-86   | ディヴィジオン・ドゥ                 | 1位  | 34 | 24 | 8  | 2  | 78 | 24 | +54 |
| 1986-87   | ディヴィジオン・アン                 | 13位 | 38 | 14 | 8  | 16 | 41 | 45 | -4  |
| 1987-88   | ディヴィジオン・アン                 | 7位  | 38 | 12 | 17 | 9  | 35 | 42 | -7  |
| 1988-89   | ディヴィジオン・アン                 | 17位 | 38 | 10 | 9  | 19 | 49 | 56 | -7  |
| 1989-90   | ディヴィジオン・アン                 | 19位 | 38 | 10 | 10 | 18 | 39 | 59 | -10 |
| 1990-91   | フランス全国選手権・グループE        | 7位  | 30 | 13 | 6  | 11 | 36 | 29 | +7  |
| 1991-92   | フランス全国選手権・グループE        | 5位  | 30 | 14 | 6  | 10 | 39 | 28 | +11 |
| 1992-93   | フランス全国選手権・グループE        | 8位  | 30 | 9  | 12 | 9  | 35 | 30 | +5  |
| 1993-94   | フランスアマチュア選手権・グループD  | 4位  | 34 | 17 | 11 | 6  | 50 | 29 | +21 |
| 1994-95   | フランス全国選手権・グループA        | 18位 | 34 | 5  | 14 | 15 | 23 | 45 | -22 |
| 1995-96   | フランスアマチュア選手権・グループA  | 11位 | 34 | 12 | 11 | 11 | 36 | 30 | +6  |
| 1996-97   | フランスアマチュア選手権・グループD  | 2位  | 34 | 20 | 8  | 6  | 47 | 23 | +24 |
| 1997-98   | フランス全国選手権                   | 10位 | 34 | 10 | 13 | 11 | 33 | 38 | -5  |
| 1998-99   | フランス全国選手権                   | 4位  | 36 | 17 | 12 | 7  | 43 | 28 | +15 |
| 1999-2000 | フランス全国選手権                   | 9位  | 38 | 14 | 14 | 10 | 51 | 39 | +12 |
| 2000-01   | フランス全国選手権                   | 7位  | 38 | 16 | 10 | 12 | 49 | 44 | +5  |
| 2001-02   | フランス全国選手権                   | 14位 | 38 | 8  | 19 | 11 | 40 | 41 | -1  |
| 2002-03   | フランスアマチュア選手権・グループA  | 3位  | 34 | 18 | 9  | 7  | 47 | 31 | +16 |
| 2003-04   | フランスアマチュア選手権・グループD  | 1位  | 34 | 18 | 9  | 7  | 56 | 28 | +28 |
| 2004-05   | フランス全国選手権                   | 6位  | 38 | 16 | 8  | 14 | 33 | 37 | -4  |
| 2005-06   | フランスアマチュア選手権・グループB  | 16位 | 34 | 9  | 7  | 18 | 45 | 51 | -6  |
| 2006-07   | フランスアマチュア選手権2・グループF | 1位  | 30 | 18 | 7  | 5  | 61 | 29 | +32 |
| 2007-08   | フランスアマチュア選手権・グループA  | 6位  | 34 | 15 | 4  | 15 | 42 | 45 | -3  |
| 2008-09   | フランスアマチュア選手権・グループD  | 8位  | 34 | 12 | 10 | 12 | 36 | 34 | +2  |
| 2009-10   | フランスアマチュア選手権・グループD  | 7位  | 34 | 13 | 11 | 10 | 46 | 36 | +10 |
| 2010-11   | フランスアマチュア選手権2・グループB | 3位  | 30 | 13 | 11 | 6  | 43 | 29 | +14 |
| 2011-12   | フランスアマチュア選手権2・グループB | 4位  | 30 | 14 | 11 | 5  | 48 | 39 | +9  |
| 2012-13   | フランスアマチュア選手権2・グループB | 12位 | 26 | 9  | 12 | 15 | 35 | 43 | -8  |

### 歴代監督
- アルトゥール・ジョルジェ 1987-1988
- ヘンリク・カスペルチャク 1989-1990
- フレデリク・リプカ 2005-2008

### 歴代所属選手
- エルンスト・ハッペル 1954-1956
- ラバー・マジェール 1983-1985
- ルイス・フェルナンデス 1986-1989
- マキシム・ボッシ 1985-1989
- エンツォ・フランチェスコリ 1986-1989
- ルベン・パス 1986-1987
- ピエール・リトバルスキー 1986-1987
- ダヴィド・ジノラ 1988-1990

## ラグビー

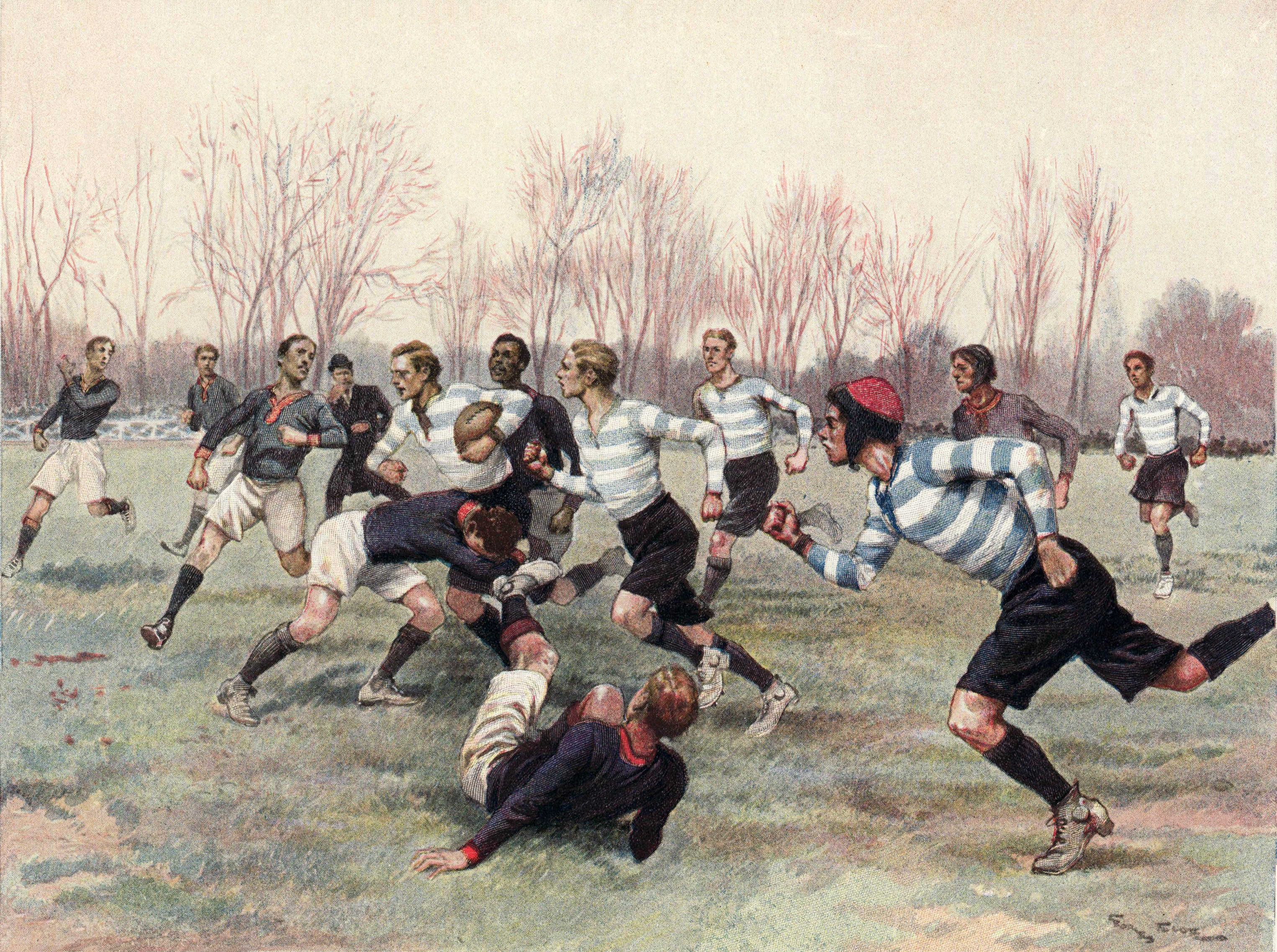
スタッド・フランセとの試合（1890年代）

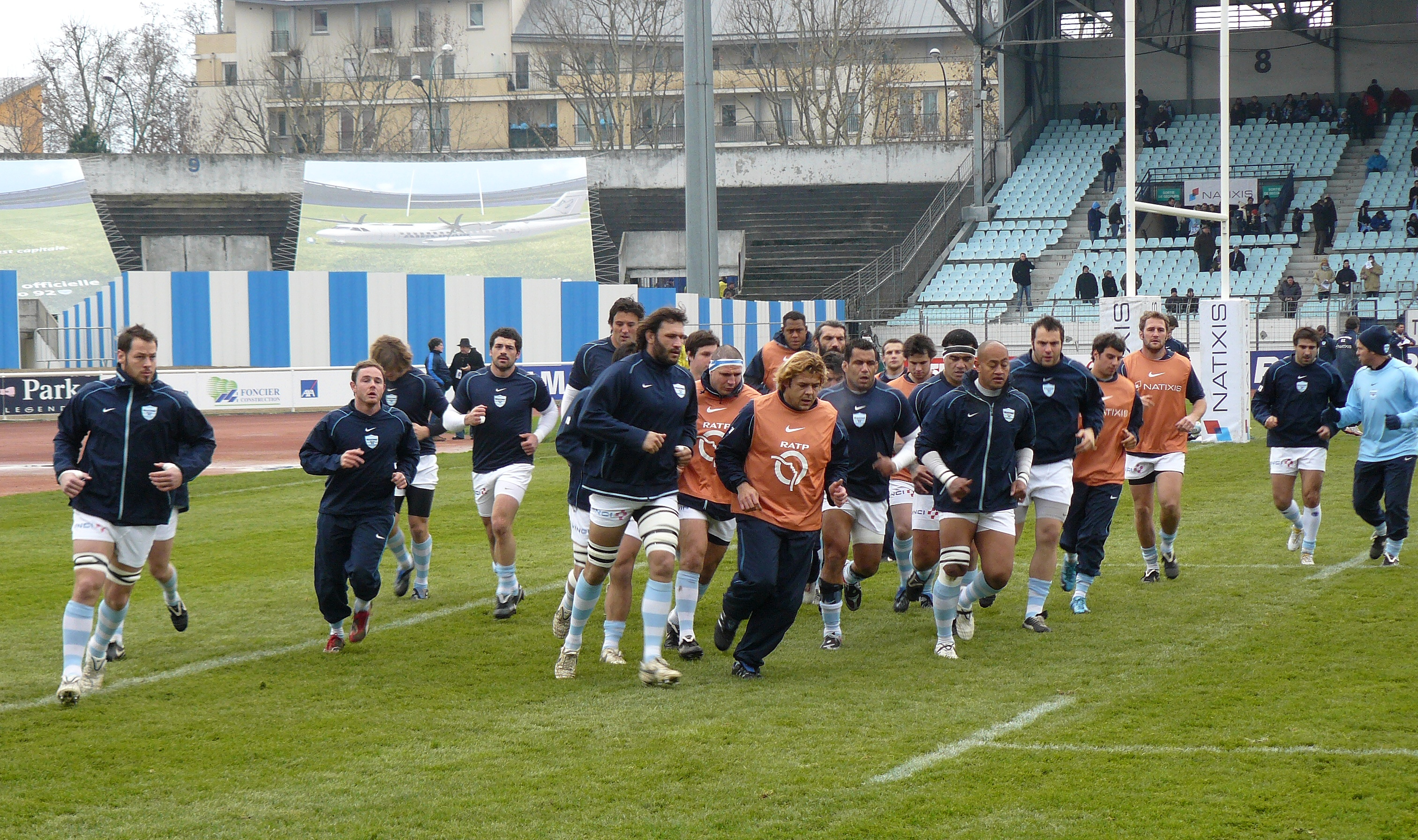
ラシン・メトロ92の選手達（2010年）

1892年創設。フランス国内で歴史と伝統のあるラグビークラブの一つ。2001年にパリ交通公団 (RATP) が支援するUSメトロと合併してラシン・メトロ92に改称した。

### タイトル
- フランス選手権トップ14 5回 : 1892, 1900, 1902, 1959, 1990
- フランス選手権プロD2 1回 : 2009

### 歴代所属選手
- ピエール・ファリオ
- フランツ・ルシェル（英語版）
- カルロス・デ・カンダモ
- ジャン＝ピエール・リヴ（英語版） 1981-1986
- ジェローム・ティオン 1995-1999
- ダヴィド・オラドゥ（英語版） 2007-2008
- アガスティン・ピチョット 2007-2008
- アンドリュー・マーティンズ 2008-2010
- リオネル・ナレ 2009-2012
- ファン＝マルチン・エルナンデス 2010-
- ディミトリ・ザルゼウスキ 2012-

## ホッケー

### タイトル
- フランス男子ホッケー選手権 19回 : 1899, 1903, 1909, 1926, 1929, 1930, 1943, 1960, 1961, 1979, 1983, 1985, 1990, 1991, 1992, 1993, 1994, 1995, 1996,
- フランス女子ホッケー選手権 13回 : 1923, 1924, 1926, 1930, 1932, 1933, 1935, 1936, 1955, 1956, 1957, 1966, 1972,

## バスケットボール
1922年創設。男子は1989年にラシン・パリ・バスケ (Racing Paris Basket) 、1992年にPSGラシン・バスケ (PSG Racing Basket) 、2000年にパリ・バスケ・ラシン (Paris Basket Racing) に改称した。 

### タイトル
- フランス選手権1部 3回: 1951, 1953, 1954, 1997
- フランス選手権2部 4回 : 1936, 1939, 1977, 1985

### 歴代所属選手
- トニー・パーカー 1999-2001
- ミルサド・トゥルクジャン 2000-2001
- オレクシー・ペチェロフ 2005-2006